# Chomy
Chomy (ukr. Хоми) – wieś na Ukrainie, w  obwodzie tarnopolskim, w  rejonie tarnopolskim. W 2001 roku liczyła 246 mieszkańców.
Do 2020 w rejonie zbaraskim.